# United States Children’s Bureau
Das United States Children’s Bureau (deutsch US-Kinderbüro) ist eine Bundesbehörde in den Vereinigten Staaten, die 1912 eingerichtet wurde, um die Einhaltung von nationalen Standards bezüglich Kinderfürsorge zu überwachen. Es handelt sich um die weltweit erste nationale Behörde, die sich ausschließlich um die Fürsorge von Kindern und ihren Müttern kümmert.

## Geschichte
Um 1900 forderten Sozialreformerinnen wie Lillian Wald und Florence Kelley eine Bundesbehörde, die sich um Probleme wie Kindersterblichkeit, Kinderarmut und Kinderarbeit kümmert. Wie in anderen Industrieländern lebten viele amerikanische Kinder zu der Zeit in ärmlichen Verhältnissen, arbeiteten unter schrecklichen Bedingungen auf Feldern, in Fabriken und in Minen und starben früh an vermeidbaren Krankheiten. Am 9. April 1912 unterzeichnete Präsident William Howard Taft ein Gesetz für die Einrichtung eines Kinderbüros, das „sämtliche Angelegenheiten betreffend dem Wohlergehen und dem Leben von Kindern in allen sozialen Schichten untersucht und darüber berichtet“. Das Kinderbüro war ursprünglich im Handels- und Arbeitsministerium untergebracht und 1913 ins neugeschaffene Arbeitsministerium übertragen worden.

## Aufgaben
Seit 1991 befindet sich das Kinderbüro in der Unterbehörde Administration for Children and Families im Ministerium für Gesundheitspflege und Soziale Dienste und hilft Dienstleistungen rund um den Schutz von Kindern und der Stärkung von Familien anzubieten, indem es Fördermittel an Bundesstaaten, Indianerstämme und Gemeinden verteilt. In den Zuständigkeitsbereich der Behörde fallen Leistungen zur Unterstützung von Adoption und Pflegeunterbringung bis hin zur Prävention von Kindesmisshandlung und Kinderverwahrlosung.

## Direktorinnen
- Julia Lathrop (1912–1921)
- Grace Abbott (1921–1934)
- Katharine Lenroot (1934–1951)
- Martha Eliot (1951–1956)
- Katherine Oettinger (1957–1968)